# Alexandrow
Alexandrow (russisch Алекса́ндров) ist eine russische Stadt mit 61.551 Einwohnern (Stand 14. Oktober 2010) in der Oblast Wladimir. Sie liegt rund 100 km nordöstlich von Moskau und 125 km nordwestlich der Gebietshauptstadt Wladimir, an den Ufern des Flüsschens Seraja aus dem Einzugsgebiet der Kljasma. Die nächstgelegenen Städte sind Strunino (8 km westlich) und Karabanowo (9 km südlich).

## Geschichte

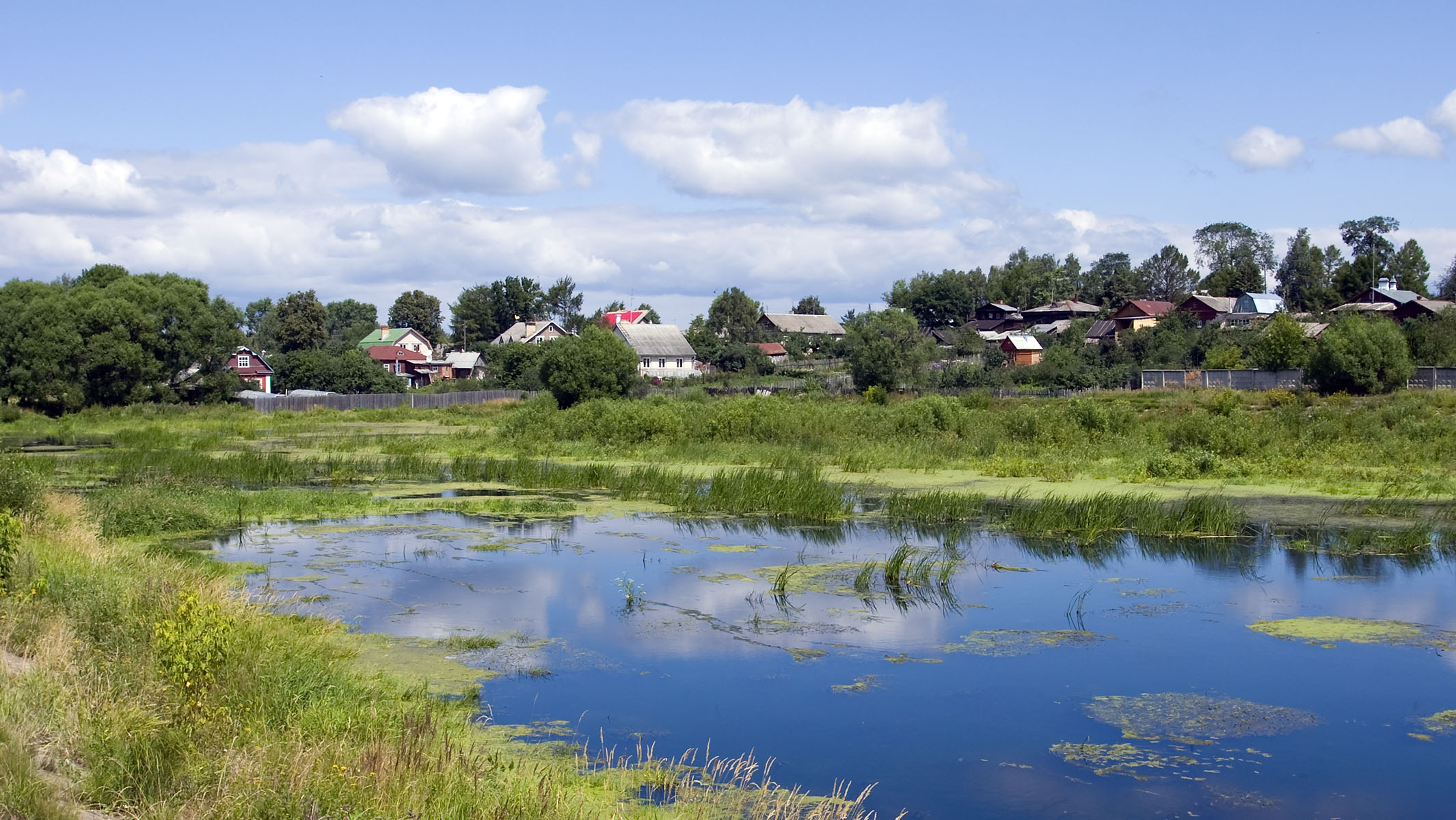
Der Fluss Seraja bei Alexandrow

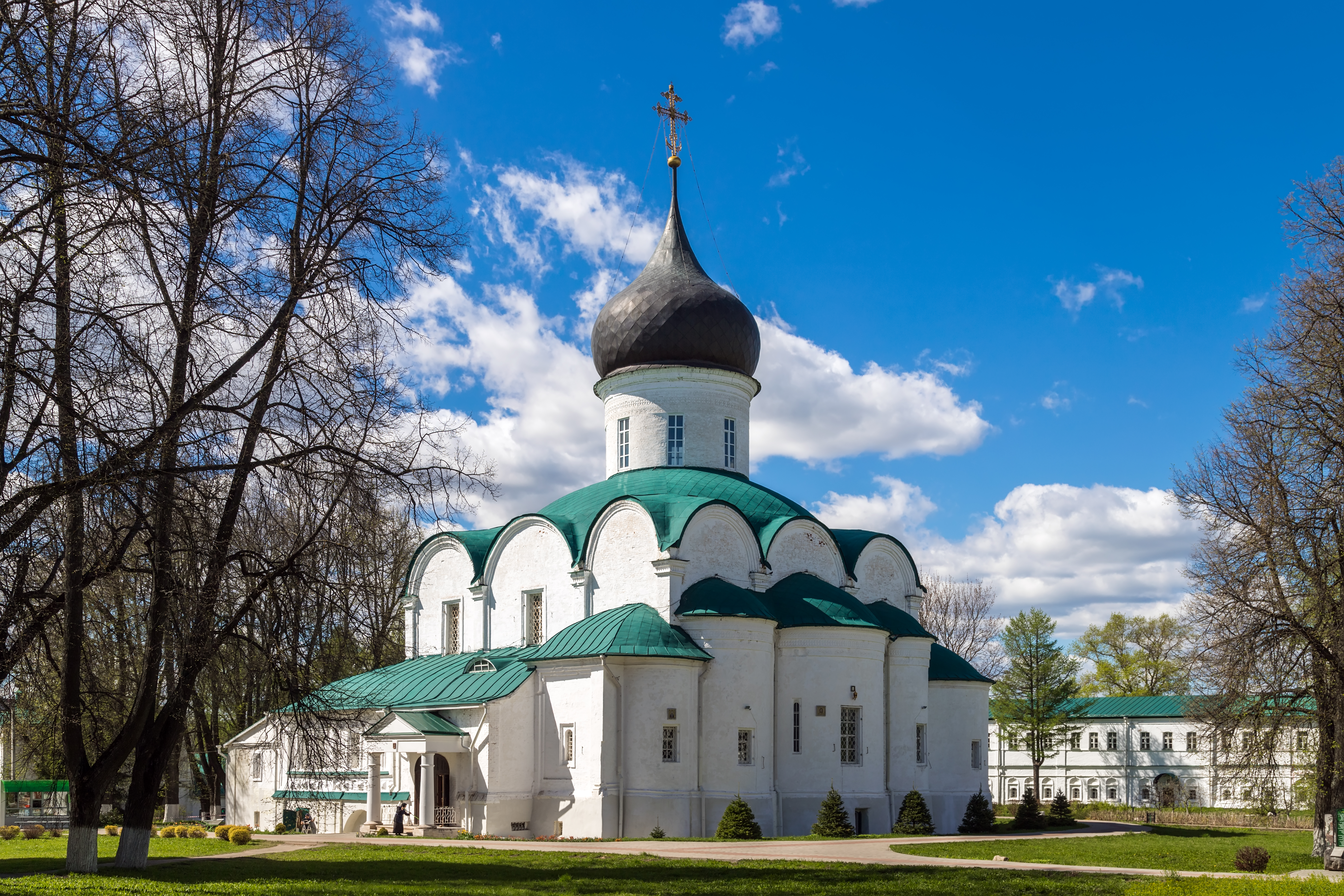
Dreifaltigkeitskathedrale

Alexandrow wurde in russischen Urkunden erstmals im 14. Jahrhundert erwähnt und hieß ursprünglich Alexandrowa Sloboda (Алекса́ндрова слобода́, wörtlich „Alexandersiedlung“). Anfang des 16. Jahrhunderts baute der Moskauer Großfürst Wassili III. dort ein kleines Jagdschloss zur Großfürstenresidenz aus. Etwa zur gleichen Zeit entstand in Alexandrowa Sloboda die 1513 fertiggestellte und bis heute erhaltene Dreifaltigkeitskathedrale.
Im Jahr 1564 ließ sich Zar Iwan der Schreckliche in der Sloboda nieder und machte den Ort für 17 Jahre zur faktischen Hauptstadt seines neu entstandenen Reiches. In jenen Jahren wurden dort zahlreiche Prachtbauten errichtet. Nachdem Iwan im November 1581 in der Alexandrowa Sloboda seinen Sohn, den Kronprinzen Iwan, in einem Wutanfall getötet hatte, verließ er die Residenz für immer. Seitdem verfielen die ehemaligen Zarengemächer und wurden Anfang des 17. Jahrhunderts zudem während der sogenannten Smuta von polnisch-litauischen Truppen beschädigt. Erst Mitte des 17. Jahrhunderts, als in der Sloboda ein hölzerner Palast für Zar Michael entstand, blühte der Ort wieder auf. Etwas später wurde an der Stelle der ehemaligen Residenz Iwans des Schrecklichen ein Frauenkloster (das heutige Mariä-Entschlafens-Kloster, russ. Успе́нский монасты́рь) gestiftet.
Im 18. Jahrhundert wurde die ehemalige Sloboda zunehmend nach städtebaulichem Muster erweitert, wobei insbesondere entlang der nach Moskau führenden Straße neue Viertel entstanden. 1778 erhielt Alexandrow offiziell Stadtrechte und wurde zu einer Kreisstadt innerhalb der Provinz Wladimir-Kostroma (seit 1796: Gouvernement Wladimir) erhoben. Ab Ende des 18. Jahrhunderts wurde Alexandrow nach einem Generalplan bebaut, außerdem entstanden dort im 19. Jahrhundert bedeutende Textilmanufakturen. 1870 erhielt die Stadt eine direkte Eisenbahnverbindung mit Moskau. Das heutige Bahnhofsgebäude wurde 1903 errichtet. Mit dem Bau einer Radiofabrik in Alexandrow in den 1930er-Jahren setzte sich die Industrialisierung der Stadt auch in der Sowjetzeit fort.

### Bevölkerungsentwicklung
| Jahr | Einwohner |
| ---- | --------- |
| 1897 | 6.810     |
| 1939 | 27.726    |
| 1959 | 36.738    |
| 1970 | 49.911    |
| 1979 | 60.391    |
| 1989 | 68.220    |
| 2002 | 64.824    |
| 2010 | 61.551    |

Anmerkung: Volkszählungsdaten

## Wirtschaft und Verkehr
Alexandrow ist sowohl Zentrum einer landwirtschaftlich geprägten Gegend als auch Industriestadt. Die wichtigsten Betriebe sind eine Leuchtenfabrik, zwei Elektronikwerke sowie Betriebe der Leichtindustrie.
Über eine Nebenstraße hat Alexandrow Anschluss an die Fernstraße M8. Außerdem verfügt die Stadt über einen Bahnhof an der zur Transsibirischen Bahn gehörenden Strecke von Moskau nach Jaroslawl. Im Bereich von Alexandrow kreuzt der Große Moskauer Eisenbahnring die Transsib-Strecke.

## Sehenswürdigkeiten

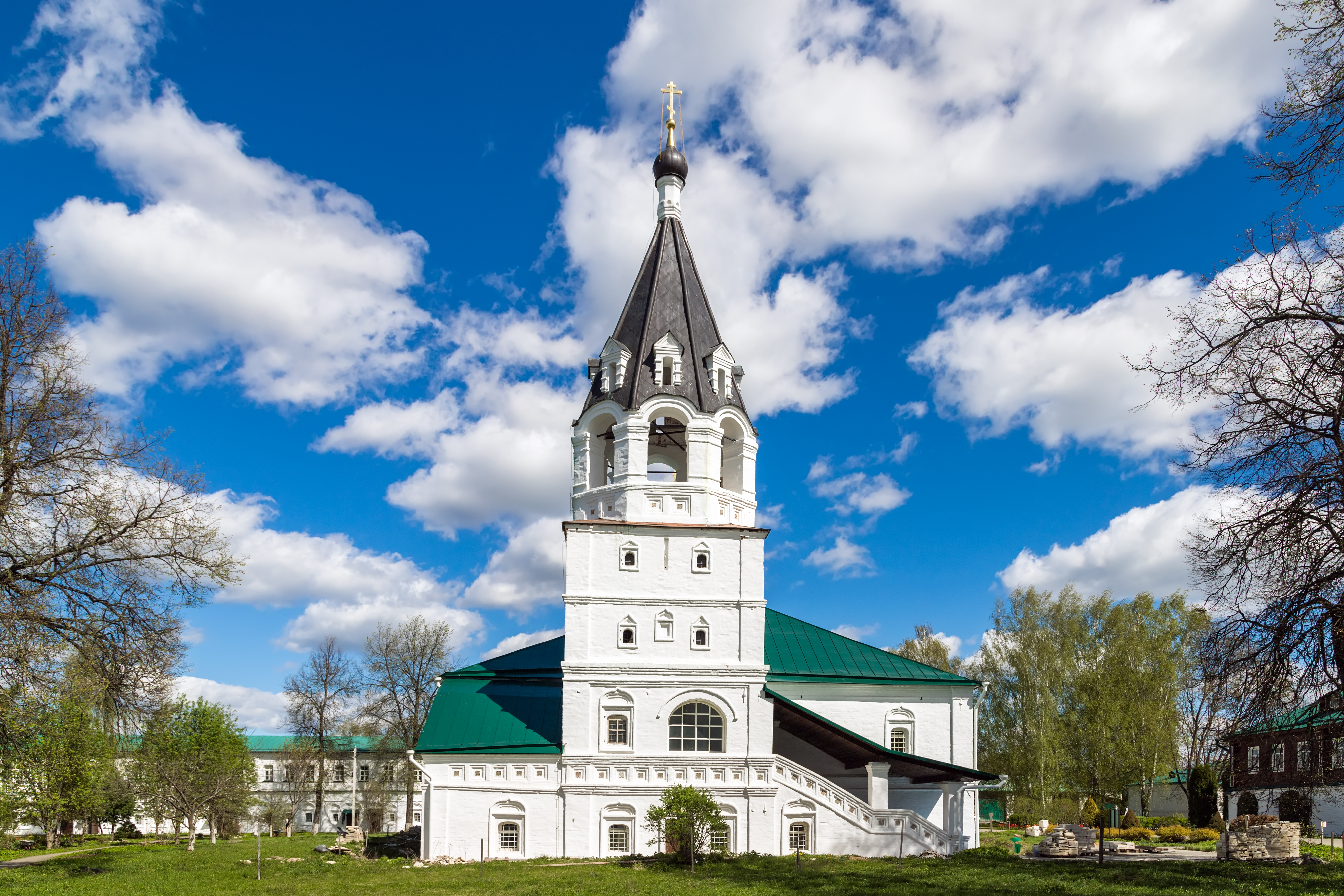
Alexandrowskaja Sloboda

Aufgrund ihrer historischen Bedeutsamkeit und der teilweise erhaltenen Bauwerke aus dem 16. Jahrhundert gehört die Stadt Alexandrow zum Komplex des sogenannten Goldenen Ringes nordöstlich von Moskau.
Der Palastkomplex von Alexandrowskaja Sloboda mit zahlreichen Kirchen wie der Dreifaltigkeitskathedrale, der Himmelfahrtskirche oder der Kreuzigungskirche zählt noch heute zu den Sehenswürdigkeiten. Gezeigt werden auch zahlreiche Exponate, die mit dem Leben und Wirken Iwans des Schrecklichen in Verbindung stehen, u. a. sein Thron aus Elfenbein. Heute gehört die Anlage zum Mariä-Entschlafens-Frauenkloster.

## Städtepartnerschaften
- Česká Lípa, Tschechien

## Söhne und Töchter der Stadt
- Irina Dawydowa (* 1988), Leichtathletin
- Jegor Pogostnow (* 2004), Fußballspieler
- Wassili Subow (1900–1963), Philosoph, Kunsthistoriker und Wissenschaftshistoriker